# Девід Білоголовий Орлан
Девід Вільям Красивий Білоголовий Орлан (*David William «Dave» Bald Eagle, 8 квітня 1919 —22 липня 2016) — вождь племені лакота, військовик та актор США.

## Життєпис
Походив з впливового лакотського роду. Був онуком вождя Білий Бик. Про навчання його нічого невідомо. Обрав для себе кар'єру військового. Спочатку поступив на службу до Четвертого кінного полку.
У 1941 році поступив до 82-ї повітряно-десантної дивізії, 1943 року у складі якої воював у Північній Африці та Сицилії, звитяжив в ході операції «Шінгл» в Італії, за що отримав Срібну зірку. Відзначився під час Нормандської повітряно-десантної операції. В останній отримав поранення.
Після того, як його було комісовано у 1944 році, зайнявся музикою і був барабанщиком в ансамблі (біг-бенді) Кліффа Кейєса. Після декількох років в музиці і бальних танцях Девід Білоголовий Орлан почав кар'єру в кіноіндустрії. Він вчив верховій їзді і стрільбі Джона Вейна, а також був дублером Еррола Флінна в трюкових сценах. З кінця 1950-х став сам з'являтися на екрані в невеликих ролях.
Всього Білоголовий Орлан зіграв більш ніж у 40 фільмах, включаючи картини «Той, що танцює з вовками» (1990), «Резервація», «Відбиток» (2007), «Річка основ» (2014). Його останньою стрічкою стала драма «Вже не вовк, ще не пес» (2016).
Білоголовий Орлан помер у себе вдома в індіанській резервації Шайєн-Рівер (штат Південна Дакота).